# Hôtel de Panisse-Passis
L'hôtel de Panisse-Passis, aussi appelé hôtel de Thomas, est un hôtel particulier situé à Aix-en-Provence. 

## Histoire
L'hôtel particulier est construit pour Henri de Thomas, marquis de La Garde (conseiller au parlement de Provence) en 1739. Sans héritier, l'hôtel passe à la famille de Mark-Tripoli de Panisse-Passis (par ailleurs propriétaires du château Borély à Marseille). Pierre Léandre de Mark-Tripoli de Panisse-Passis y naît.
Le monument fait l'objet d'une inscription partielle au titre des monuments historiques depuis 1929.

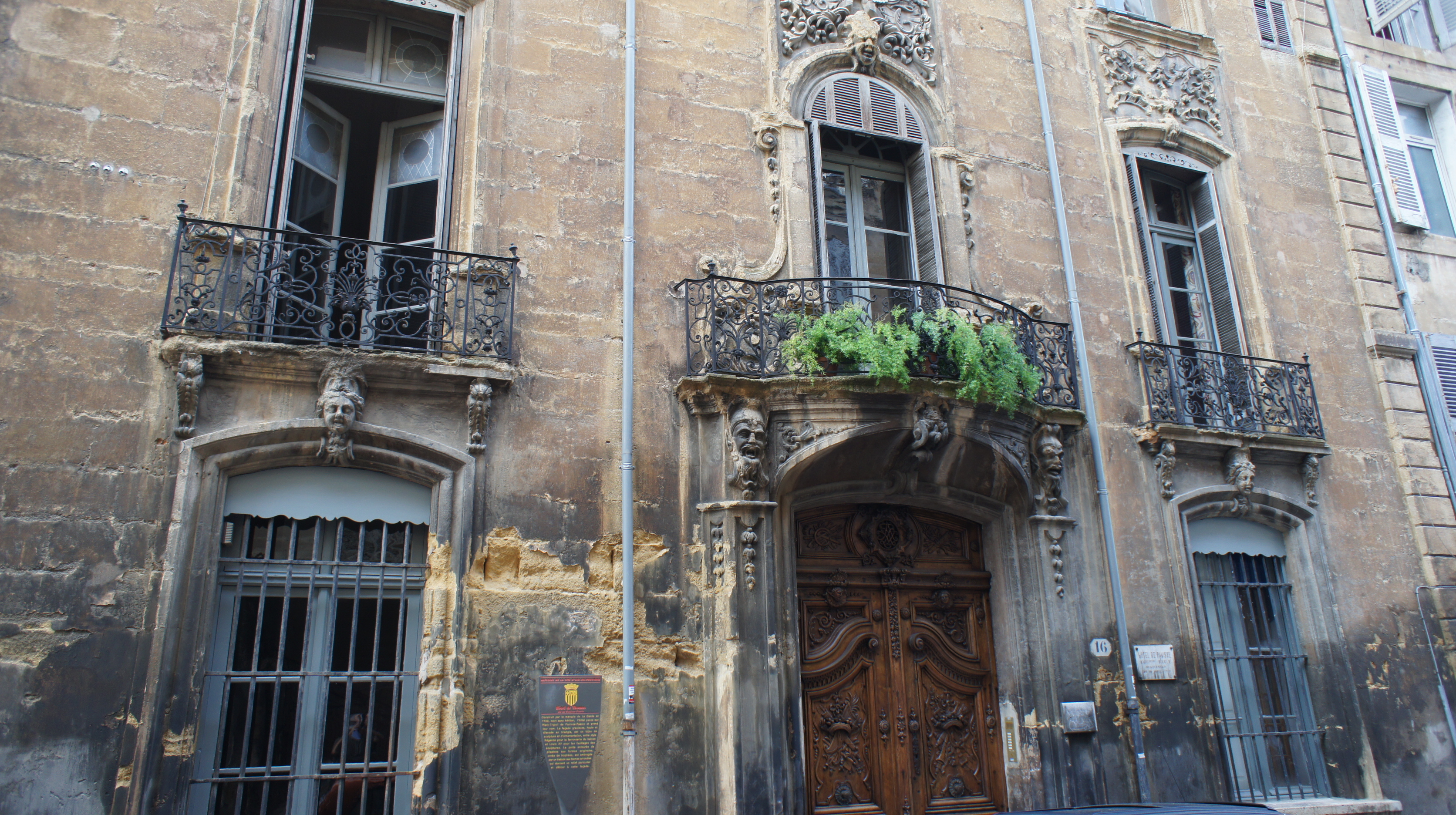
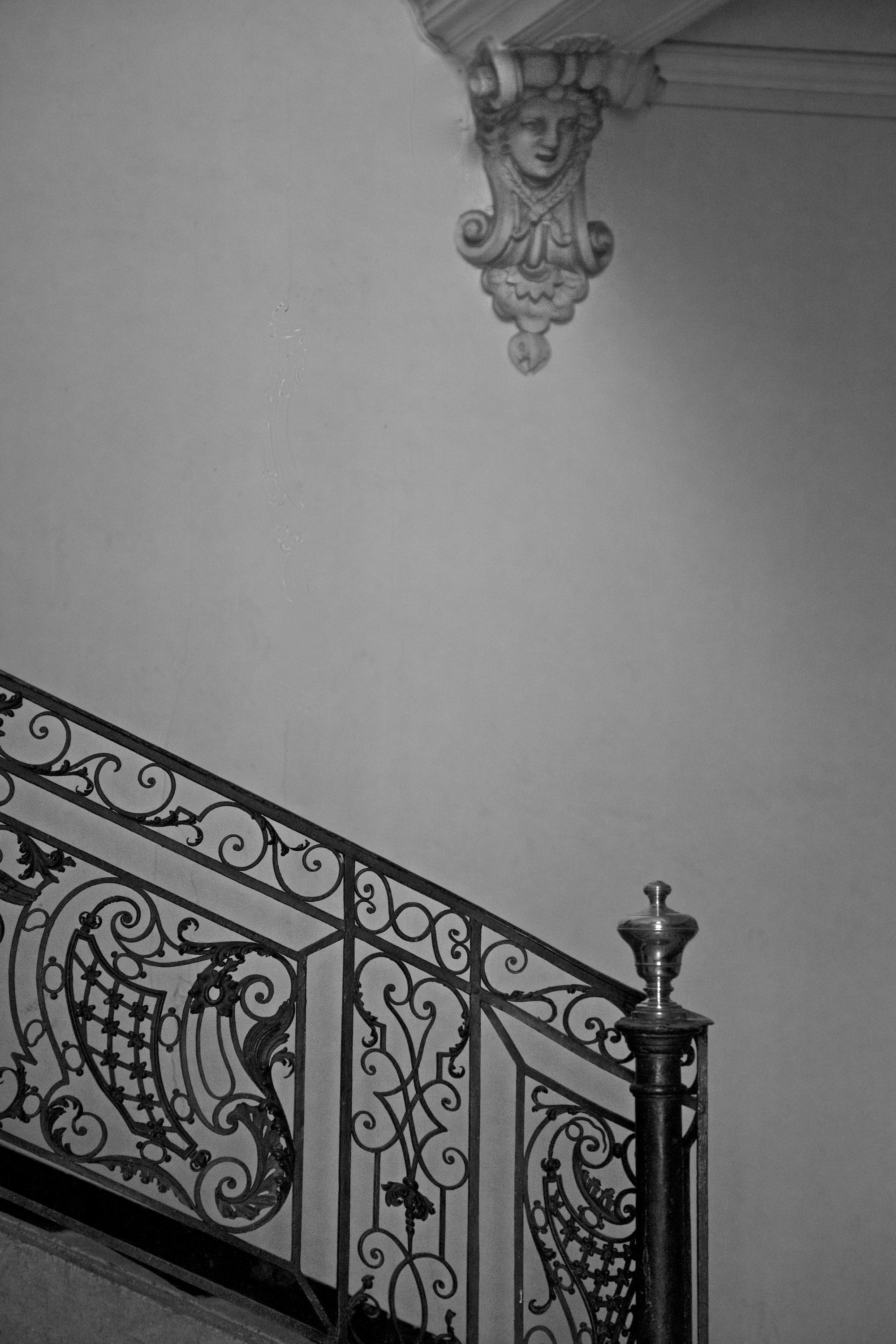
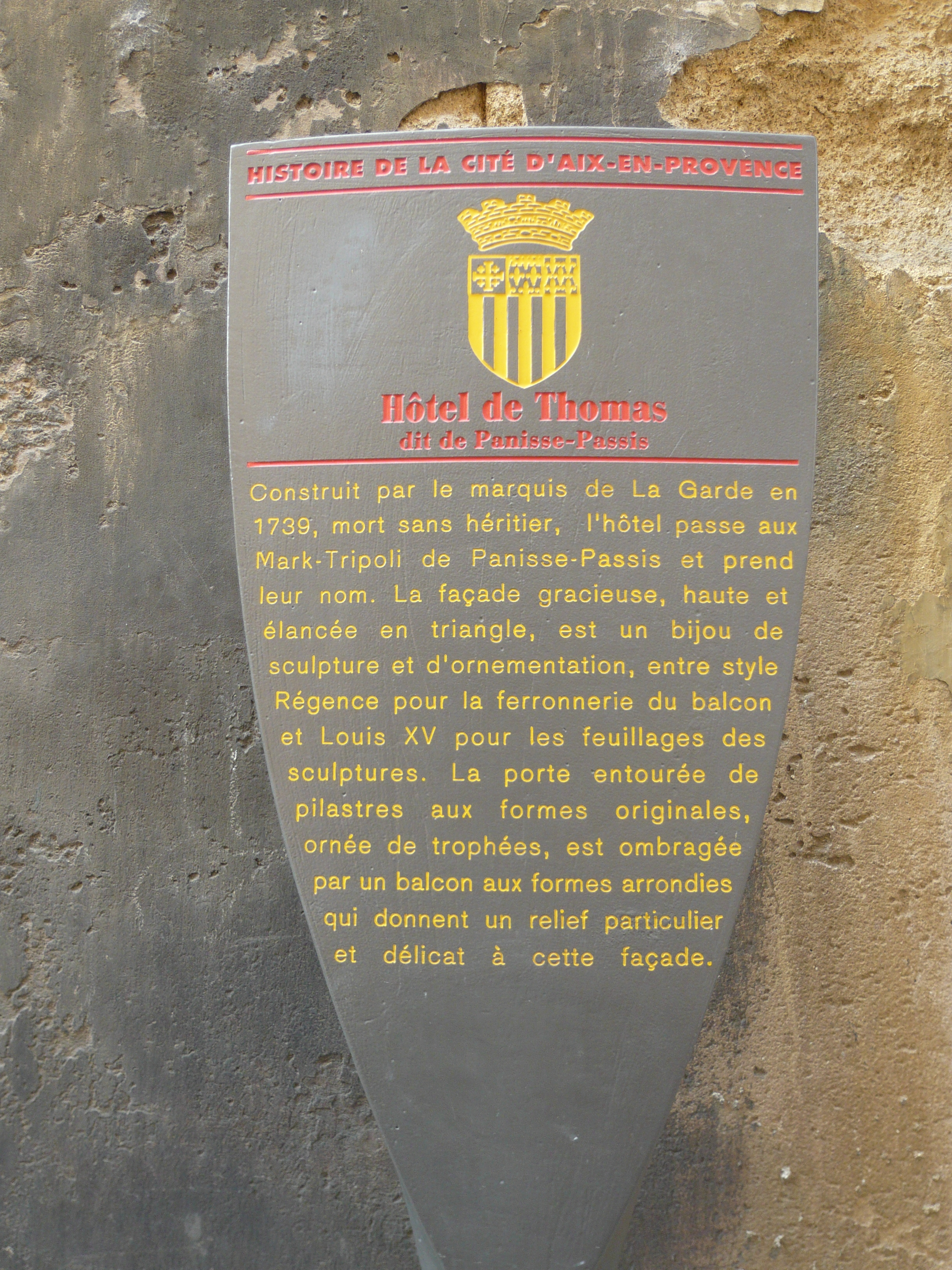

## Descriptif du bâtiment

### Architecture
La façade est resserrée sur trois travée (comparativement à d'autres hôtels particuliers aixois). Des éléments du classicisme se mêlent à d'autres d'inspiration Régence. Les pierres sculptées sont, quant à elles, des témoins du style Louis XV. La pierre utilisée est celle des carrières de Bibémus, comme pour la plupart des bâtiments aixois des XVIIe et XVIIIe siècles, lui donnant cette teinte d'ocre clair caractéristique.
Les boiseries (notamment du portail) présentent un imposte avec un monogramme de la famille Thomas et des vantaux à réserves aux moulurations chargées d'attributs guerriers.
Les balconnets du premier étage (étage noble) sont cintrés sur deux consoles à têtes de grotesques ésotériques et aux bouches ouvertes assez énigmatiques.
À l'intérieur, on observe une rampe d'escalier en fer forgé d'origine; elle porte au premier étage les armoiries de ses deux principales familles (Thomas et Panisse-Passis).